# Aspidelectra
Aspidelectra is een geslacht van mosdiertjes uit de familie van de Electridae. De wetenschappelijke naam van het geslacht is voor het eerst geldig gepubliceerd door Levinsen in 1909.

## Soorten
De volgende soorten zijn bij het geslacht ingedeeld:
- Aspidelectra bihamata Liu, 2001
- Aspidelectra defensa (Kirkpatrick, 1888)
- Aspidelectra densuense Cook, 1968
- Aspidelectra melolontha (Landsborough, 1852)
- Aspidelectra zhoushanica (Wang, 1989)